# Bielheimerbeek

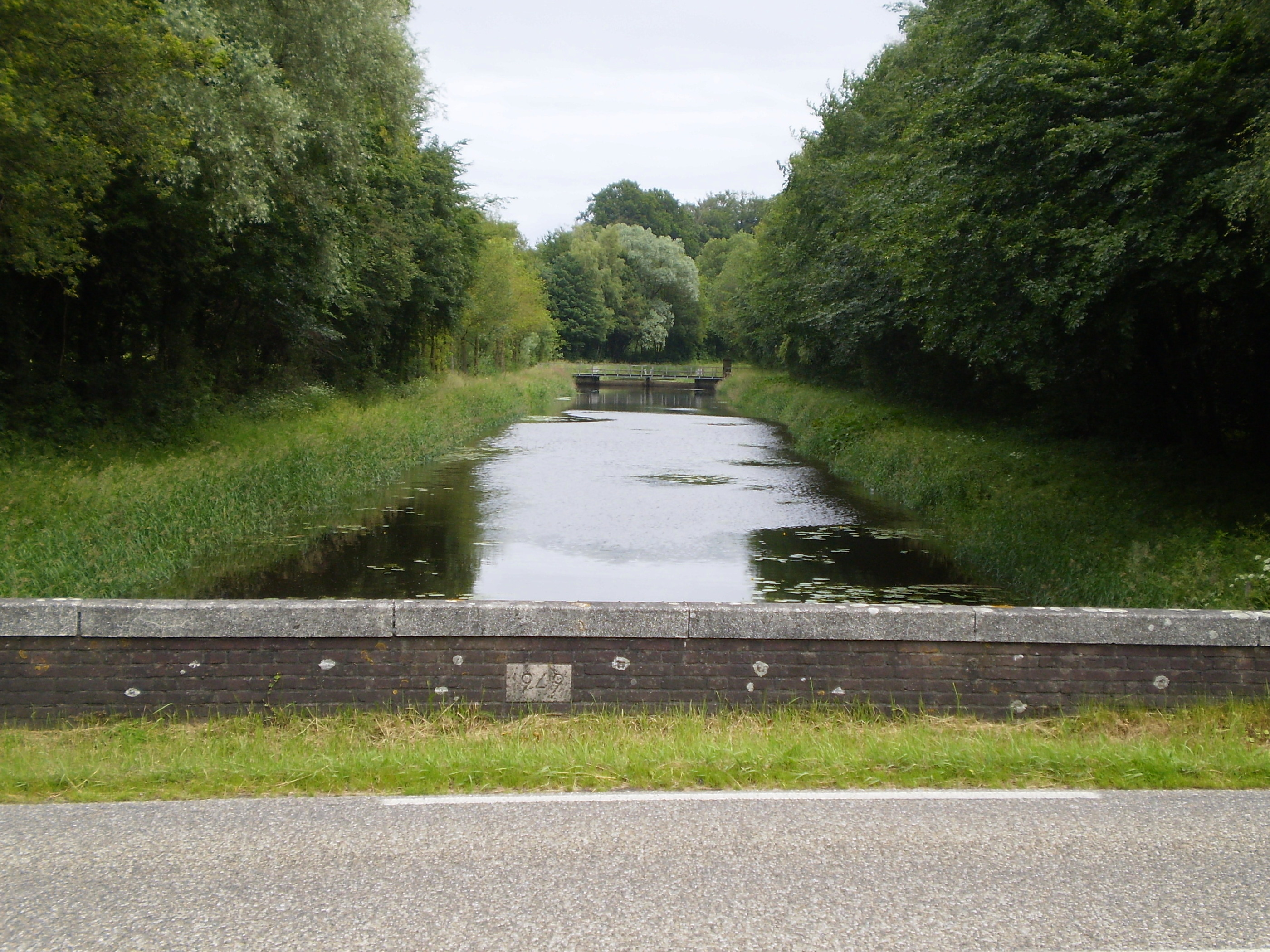
Bielheimerbeek bij kasteel Slangenburg, Doetinchem

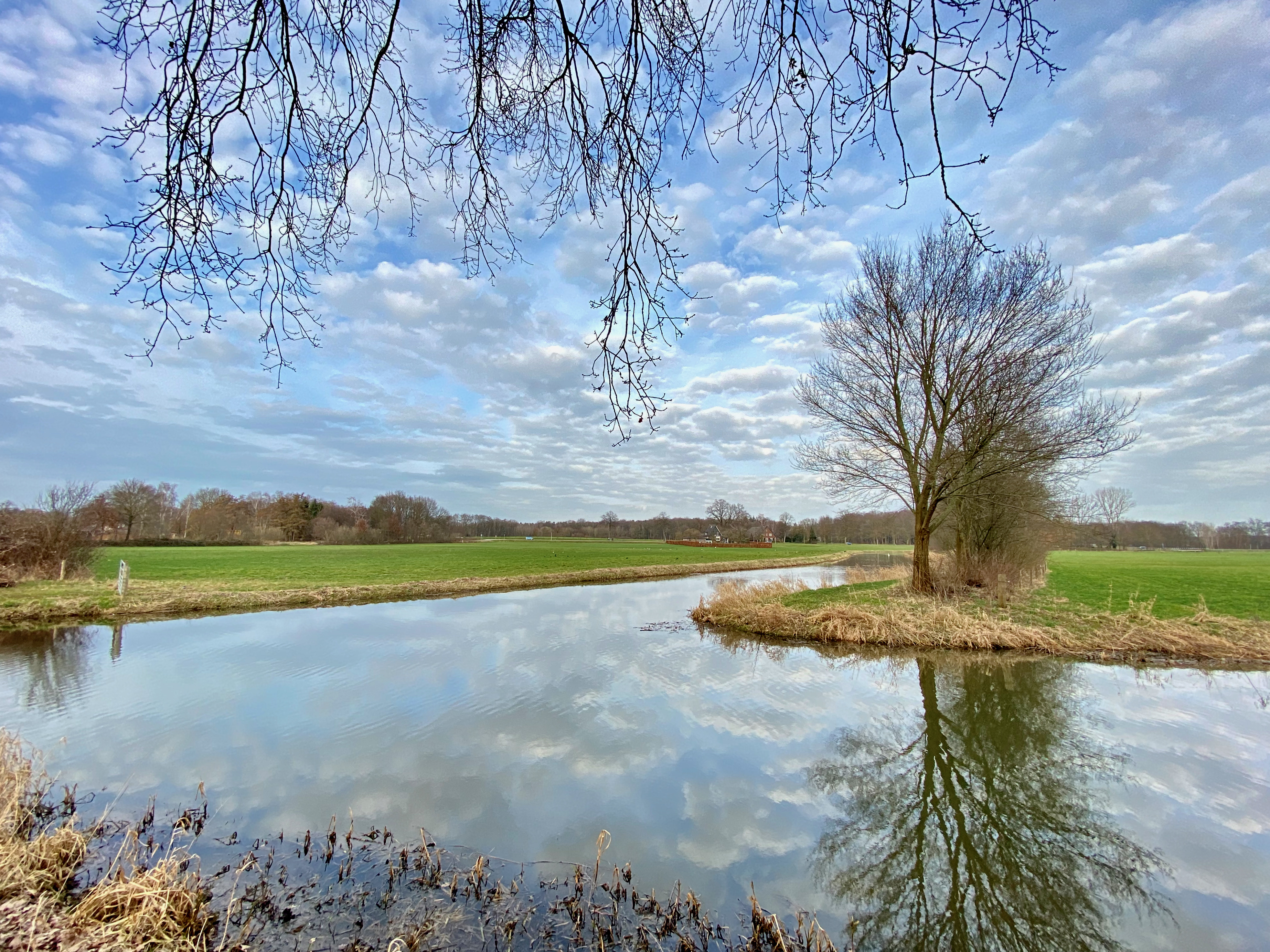
Bielheimerbeek Akkermansbeek

De Bielheimerbeek is een beek in de Nederlandse provincie Gelderland die westelijk van Westendorp zijn water ontvangt van de Boven-Slinge en bij Gaanderen in de Oude IJssel uitmondt. In het verleden was de Bielheimerbeek een klein beekje bij het klooster Bethlehem bij Gaanderen. Aan dit klooster dankt de beek haar naam. De monniken van dit klooster hebben de beek in de middeleeuwen verlegd en verlengd tot aan de Slingebeek ten behoeve van de watertoevoer naar de watermolen bij het klooster. De Slingebeek is hierdoor opgedeeld in de Boven-Slinge en de Doetinchemse - of Beneden-Slinge. 
De Boven Slinge en de Bielheimerbeek worden beheerd door het waterschap Rijn en IJssel. Beide beken worden als een natte ecologische verbindingszone ingericht van Winterswijk tot Gaanderen en vormen zo deel van de Ecologische hoofdstructuur van Nederland. In 2001 is de Bielheimerbeek nabij Gaanderen over een traject van 1200 meter ecologisch ingericht. Zo is onder andere de oude loop van de Bielheimerbeek opgegraven. In deze oude loop is een vispassage aangebracht. In 2003 en 2004 is hier ook circa 25 hectare bos aangeplant.